# Phyllachora musicola
Phyllachora musicola är en svampart som beskrevs av C. Booth & D.E. Shaw 1961. Phyllachora musicola ingår i släktet Phyllachora och familjen Phyllachoraceae.   Inga underarter finns listade i Catalogue of Life.